# Eduard Mikhan
Eduard Mihan (en biélorusse : Эдуард Міхан), né le 7 juin 1989 à Louninets, est un athlète biélorusse, spécialiste du décathlon.

## Biographie
7e des Championnats d'Europe junior 2007, son meilleur résultat est de 7 999 points en 2010. Il a été vice-champion du monde junior en 2008 avec 7 894 points et ensuite 4e aux Championnats d'Europe espoirs 2009. Il a été 4e de la Coupe d'Europe 2010 à Kladno en 7 999 points. Il égale ce résultat au point près pour devenir finaliste lors des Championnats d'Europe 2010 à Barcelone.

## Palmarès
| Date | Compétition                   | Lieu      | Résultat | Points |
| ---- | ----------------------------- | --------- | -------- | ------ |
| 2007 | Championnats d'Europe juniors | Hengelo   | 7e       | 7 345  |
| 2008 | Championnats du monde juniors | Bydgoszcz | 2e       | 7 894  |
| 2009 | Championnats d'Europe espoirs | Kaunas    | 4e       | 7 785  |
| 2010 | Championnats d'Europe         | Barcelone | 8e       | 7 999  |
| 2011 | Championnats d'Europe espoirs | Ostrava   | 2e       | 8 152  |
| 2012 | Jeux olympiques               | Londres   | 17e      | 7 928  |
| 2013 | Coupe d'Europe                | Tallinn   | 2e       | 8 125  |
| 2013 | Championnats du monde         | Moscou    | 18e      | 7 968  |
| 2014 | TNT Express Meeting           | Kladno    | 3e       | 7 987  |
| 2014 | Coupe d'Europe                | Toruń     | 2e       | 8 004  |

### Records
| Épreuve   | Performance | Lieu    | Date            |
| --------- | ----------- | ------- | --------------- |
| Décathlon | 8 152 pts   | Ostrava | 15 juillet 2011 |